# ТЕС Кехнудж (Шобад)
28°2′56″ пн. ш. 57°46′51″ сх. д. / 28.04889° пн. ш. 57.78083° сх. д.
ТЕС Кехнудж (Шобад) – іранська теплова електростанція на південному сході країни в провінції Керман.
Станцію спорудили з використанням технології комбінованого парогазового циклу. Вона має один енергоблок потужністю 484 МВт, в якому дві газові турбіни з показниками по 162 МВт живлять через відповідну кількість котлів-утилізаторів одну парову турбіну потужністю 160 МВт.
Перша газова турбіна MAPNA MGT-70 (ліцензійна версія розробленої компанією Siemens турбіни V94.2) стала до ладу в кінці 2014-го, наступного року ввели в роботи другу, а у 2016-му розпочалась експлуатація парової турбіни.
ТЕС спорудили з розрахунку на споживання природного газу, для подачі якого проклали відгалуження довжиною 15 км та діаметром 750 мм від газопроводу IGAT VII.